# Општина Сежана
Општина Сежана (словен. Sežana) је једна од општина Обално-Крашке регије у држави Словенији. Седиште општине је истоимени градић Сежана.
Општина Сежана је од свих општина Словеније најближа великом италијанском граду Трсту (свега 10ак километара). Овде се налази и најважнији гранични прелаз између Италије и Словеније.

## Природне одлике
Општина Сежана налази се на западу државе. Општина се простире у залеђу Тршћанског приморја. Доминира карстно тло.

## Становништво
Општина Сежана је средње густо насељена.

## Насеља општине
| - Авбер - Бого - Брестовица при Повирју - Брје при Коприви - Велики Дол - Велико Поље - Вогље - Врабче - Врховље - Годње - Горење при Дивачи - Градишче при Штјаку - Градње | - Грахово Брдо - Гриже - Дане при Сежани - Добравље - Дол при Вогљах - Долење - Дутовље - Жирје - Јаковце - Казље - Коприва - Косовеље - Крајна Вас | - Креголишче - Крепље - Криж - Кртиновица - Липица - Локев - Махничи - Мајцни - Мерче - Нова Вас - Орлек - Плешивица - Плисковица | - Подбреже - Пољане при Штјаку - Поникве - Повир - Преложе при Локви - Пристава - Раша - Равње - Разгури - Села - Село - Сенадолице - Сежана | - Скопо - Стомаж - Табор - Томај - Тубље при Комну - Утовље - Филипчје Брдо - Хриби - Шепуље - Шмарје при Сежани - Штјак - Шторје |